# Yubari (incrociatore)
Lo Yubari fu un incrociatore leggero della Marina imperiale giapponese, unico della sua classe, entrato in servizio nel luglio del 1923; partecipò alla seconda guerra sino-giapponese e alla seconda guerra mondiale, finendo affondato il 28 aprile 1944 al largo di Sonsorol dopo essere stato colpito dai siluri del sommergibile statunitense USS Bluegill.

## Storia
Impostata nell'Arsenale navale di Sasebo il 5 giugno 1922, la nave venne varata il 5 marzo 1923 con il nome di Yubari in onore dell'omonimo fiume del Giappone settentrionale, entrando poi in servizio il 31 luglio 1923. La nave, realizzata su un progetto del viceammiraglio Yuzuru Hiraga, importante ingegnere navale giapponese, costituiva un'innovazione rispetto ai precedenti incrociatori leggeri della Dai-Nippon Teikoku Kaigun ed era concepita fin dall'inizio come nave sperimentale: l'incrociatore combinava le caratteristiche delle precedenti unità giapponesi del suo tipo ma in uno scafo più piccolo e leggero, capace di maggior velocità; i risultati ottenuti sullo Yubari furono giudicati positivi e l'incrociatore fornì la base per la successiva classe Furutaka.
Inizialmente assegnata al distretto navale di Sasebo, la nave partecipò nel settembre del 1923 alle operazioni di soccorso alla popolazione civile dopo il Grande terremoto del Kantō, per poi eseguire diverse crociere di esercitazione in lungo e in largo per il Pacifico, visitando la Cina, l'Australia e le Hawaii. Dopo lavori di modernizzazione eseguiti a Kure tra il settembre del 1931 e il gennaio del 1932, nell'agosto del 1937 lo Yubari fu inviato nella Cina meridionale per proteggere l'evacuazione dei giapponesi ivi residenti dopo l'inizio delle ostilità tra Cina e Giappone: il 14 settembre 1937 la nave e due cacciatorpediniere giapponesi ingaggiarono al largo delle coste del Guangdong l'incrociatore cinese Zhaohe e lo sloop Haizhou, danneggiandoli entrambi.
Dopo un periodo di servizio nelle acque di casa, il 25 ottobre 1941 la nave fu inviata a Truk per unirsi alle unità giapponesi dispiegate a protezione del Mandato del Pacifico meridionale, come nave ammiraglia del 6º Squadrone cacciatorpediniere del retroammiraglio Sadamichi Kajioka. L'11 dicembre 1941, dopo l'inizio delle operazioni belliche nel teatro del Pacifico, la nave guidò il primo tentativo giapponese di catturare l'isola di Wake, piccolo possedimento statunitense: le forze giapponesi furono però respinte dalla resistenza della guarnigione di marine ivi dislocata, e lo stesso Yubari subì danni leggeri dal fuoco dell'artiglieria costiera statunitense; la nave partecipò poi al secondo tentativo di sbarco del 23 dicembre seguente, conclusosi con la cattura dell'isola.
Il 20 gennaio 1942 la nave partecipò allo sbarco giapponese a Rabaul e, dopo alcune operazioni al largo dell'isola, nel marzo seguente l'incrociatore partecipò all'invasione giapponese della Nuova Guinea appoggiando gli sbarchi nipponici a Salamaua: il 10 marzo, mentre si trovava al largo di questa località, l'incrociatore fu attaccato da aerei statunitensi decollati dalle portaerei USS Yorktown e USS Lexington, subendo danni oltre a 13 morti e 49 feriti tra l'equipaggio. Rientrata a Rabaul, il 20 marzo seguente la nave subì ulteriori danni durante un'incursione di bombardieri Boeing B-17 Flying Fortress, prima di raggiungere Truk il 25 marzo; rimessa in servizio sul finire dell'aprile seguente, ai primi di maggio partecipò alle operazioni della battaglia del Mar dei Coralli, subendo alcuni attacchi aerei statunitensi ma senza riportare danni.
Rientrato in Giappone per lavori di manutenzione e rafforzamento della corazzatura sul finire del maggio 1942 a Yokosuka, la nave tornò a Truk per partecipare alle operazioni della campagna di Guadalcanal: nella notte del 9 agosto 1942, lo Yubari partecipò con altre unità giapponesi alla battaglia dell'isola di Savo, danneggiando con i suoi cannoni il cacciatorpediniere statunitense USS Ralph Talbot; il 31 agosto seguente invece appoggiò l'occupazione giapponese delle isole Nauru e Ocean. Nei mesi seguenti l'incrociatore fu impegnato in operazioni di pattugliamento e di scorta ai convogli nell'area delle isole Marshall e Gilbert; nella notte tra il 2 e il 3 luglio 1943, lo Yubari, alla testa di una squadra di cacciatorpediniere giapponesi, bombardò unità statunitensi sbarcate sull'Isola di Rendova, nella Nuova Guinea, ma il 5 luglio seguente riportò gravi danni per l'urto con una mina al largo di Buin, rientrando a Rabaul per le riparazioni.
Dopo ulteriori riparazioni a Truk, lo Yubari rientrò in Giappone il 30 luglio 1943 ma fu nuovamente inviato a Rabaul nel novembre seguente: impegnato in operazioni di scorta ai convogli giapponesi nell'area, l'11 novembre 1943 subì danni leggeri in un attacco aereo statunitense mentre si trovava fermo a Rabaul; rientrato in Giappone nel dicembre seguente, fu sottoposto a lunghi lavori di riparazione e manutenzione a Yokosuka durante i quali il suo armamento antiaereo fu potenziato, rientrando in servizio nel marzo del 1944 quando fu assegnato alla scorta dei convogli giapponesi nell'area delle Marianne. Il 27 aprile 1944 l'incrociatore scortò un convoglio di truppe all'isola di Sonsorol; il giorno successivo, mentre era in rotta per il Giappone, lo Yubari fu colpito da un siluro del sommergibile statunitense Bluegill, che provocò gravi danni al locale caldaie oltre a 17 morti tra l'equipaggio: dopo diversi falliti tentativi di prendere a rimorchio la nave, lo Yubari fu abbandonato dall'equipaggio prima di affondare verso le 10:15 del 28 aprile, 24 ore dopo essere stato colpito.